# Neiva Regente
El Neiva Regente es una aeronave ligera monomotor a pistón de ala alta, empenaje convencional y tren de aterrizaje fijo en configuración triciclo que fue diseñada y producida por la compañía aeronáutica brasileña Indústria Aeronáutica Neiva. Su único operador ha sido la Fuerza Aérea Brasileña, quien la utilizó para funciones de enlace, carga y entrenamiento con la designación militar U-42, L-42 y C-42 entre 1963 y 2011.

## Desarrollo
El diseño de la aeronave se inició en 1959 a pedido de la Fuerza Aérea Brasileña, con el objetivo de lograr producir un avión monoplano de ala alta y tren de aterrizaje fijo de aviación general de hasta cuatro asientos para cumplir con funciones de entrenamiento y observación. El prototipo fue denominado Neiva Regente 360C y realizó su primer vuelo el 7 de septiembre de 1961 equipado con un motor a pistón Continental O-300 de 145 hp (108 kW). Ante esto, la Fuerza Aérea Brasileña ordenó la producción de la aeronave con un nuevo tipo de motor más potente, seleccionándose al Lycoming O-360-A1D de 180 hp (134 kW). Se llegaron a construir un total de ochenta aeronaves de esta variante, que fueron designadas en la Fuerza Aérea Brasileña como U-42. Indústria Aeronáutica Neiva también desarrolló una variante de tres asientos para la Fuerza Aérea, que fue designada como Regente 420L. Esta variante fue equipada con un motor Continental IO-360D de 210 hp y la opción de ser equipada con hasta cuatro soportes subalares, brindándole la capacidad de ser armado con bombas ligeras o cohetes. El prototipo de esta nueva variante, designado como YL-42, realizó su primer vuelo en enero de 1967. Al momento de finalizar su producción, un total de cuarenta de estos aviones habían sido construidos para la Fuerza Aérea Brasileña, quien lo introdujo al servicio con la designación militar L-42. Neiva también desarrolló una versión civil de cuatro asientos denominada Lanciero. Sin embargo, el fin de su producción en 1976 y la posterior participación de Neiva como subsidiaria de la Empresa Brasileira de Aeronáutica S.A en 1980 resultó en la principal causa de la terminación del programa Lanciero, llegándose a construir solo dos aviones, siendo ino de ellos el prototipo, registrado con la matrícula civil PP-ZAH y que voló por primera vez en 1970, y un único avión de producción de 1973.

## Historia operacional

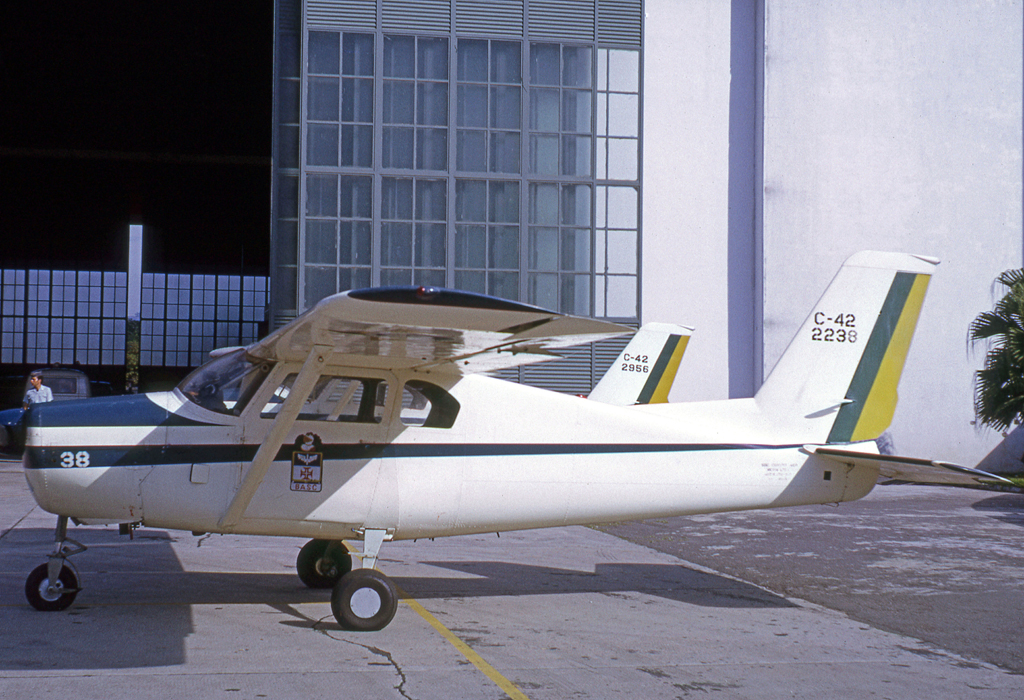
El Neiva C-42 Regente FAB 2238 de la Base Aérea Militar Santa Cruz de la Fuerza Aérea Brasileña en el Aeropuerto Santos Dumont de Río de Janeiro, 8 de mayo de 1972.

Un total de ochenta aeronaves de su primera variante formaron parte de diversas unidades de la Fuerza Aérea Brasileña. Durante su servicio militar, estos aviones fueron designados como U-42 y C-42, siendo destinados a cumplir con misiones de enlace, observación, transporte de carga, transporte de pasajeros y entrenamiento. La Fuerza Aérea comenzó a recibir sus primeras aeronaves en 1965, completándose sus entregas en 1968. Tras incorporar sus siguientes variantes, en 2011 el Regente fue finalmente retirado de servicio en la Fuerza Aérea. Un ejemplar, matriculado como FAB 2978 y que pertenecía a la Base Aérea Militar de Santa Cruz y que había sido retirado de servicio en 2009, fue trasladado hacia el Museo Aeroespacial en Río de Janeiro en donde permanece en exhibición junto al prototipo YL-42, que había pertenecido a la Escuadrilla Ligera de Observación (ELO) de la Fuerza Aérea y que también fue trasladado al museo desde su retiro e incorporación en los años 2001 y 2002 respectivamente, ostentando la matrícula FAB 3120.

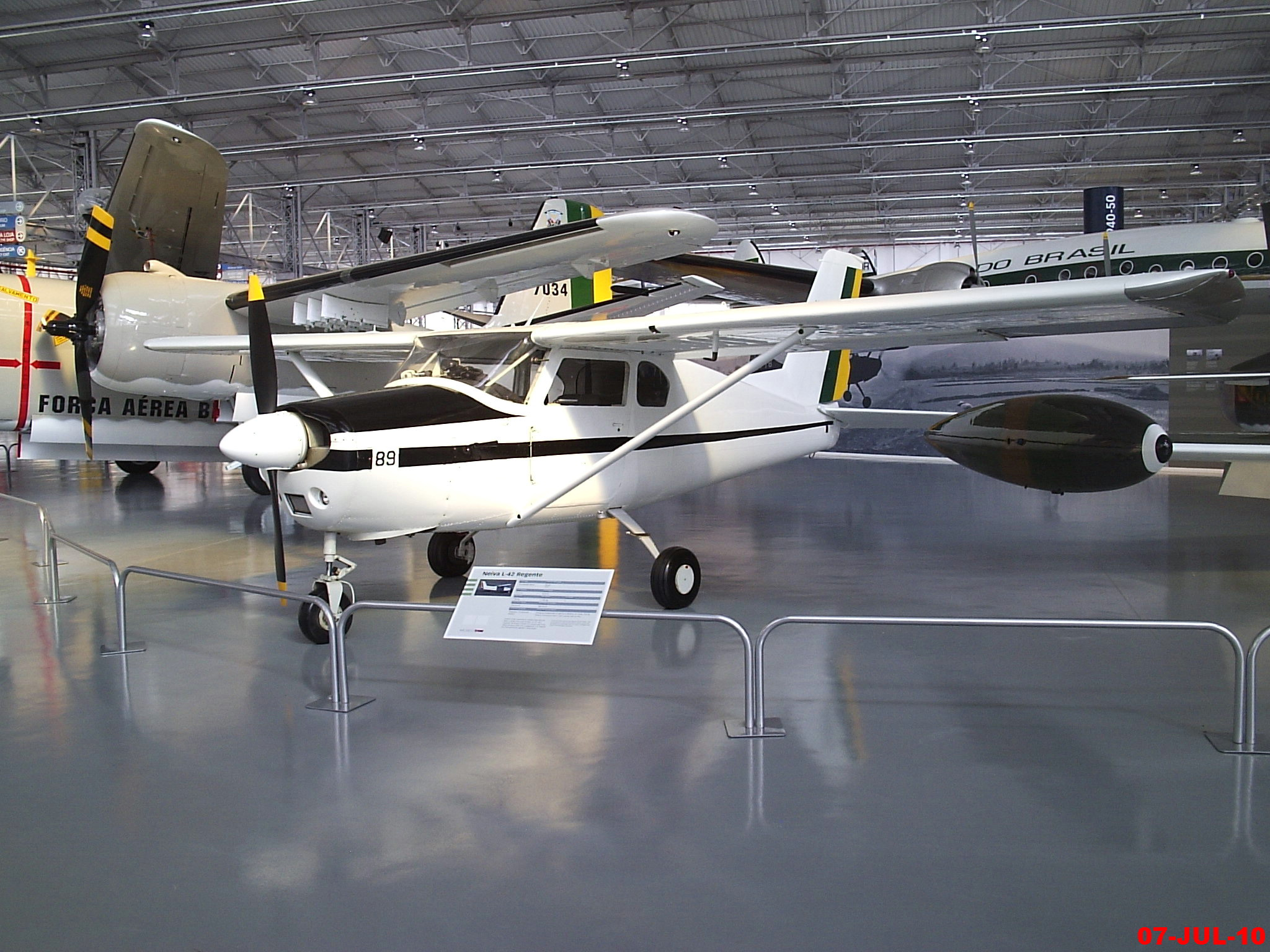
El Neiva L-42 Regente FAB 2989 en exposición dentro del Museo TAM de San Carlos en San Pablo, 7 de julio de 2010.

## Especificaciones
Referencia datos: Jane's All the World's Aircraft 1969–70

### Características generales
- Tripulación: 1
- Capacidad: 3 pasajeros
- Longitud: 7,04 m
- Envergadura: 9,13 m
- Altura: 2,93 m
- Superficie alar: 13,45 m²
- Perfil alar: NACA 4410
- Peso vacío: 640 kg
- Peso máximo al despegue: 1040 kg
- Planta motriz: 1×  Lycoming O-360-A1D refrigerado por aire.
- Hélices: 2x Hartzell HC-C2YK-1A/A7666 de dos palas de velocidad constante

### Rendimiento
- Velocidad máxima operativa (Vno): 220 km/h (132 mph, 114 kn) a nivel del mar.
- Velocidad crucero (Vc): 212 km/h (132 mph, 114 kn)
- Velocidad de entrada en pérdida (Vs): 90 km/h (56 mph, 49 kn) con flaps abajo.
- Alcance: 928 km (577 mi, 501 nmi) a 1500 m (4900 ft)
- Radio de acción: km
- Alcance en combate: km
- Alcance en ferry: km
- Techo de vuelo: 3600 m (11 800 ft)
- Régimen de ascenso: 3,5 m/s (690 ft/min)

## Variantes
- Neiva Regente 360C - (80 construidos)
  - U-42 - designación militar de la Fuerza Aérea Brasileña del Regente 360C
  - C-42 - designación militar que fue cambiada de U-42
- Regente 420L - Variante de observación aérea (40 construidos)
  - L-42 - designación militar del Regente 420L
- Neiva Lanciero - versión civil (2 construidos)